# 藤本敏夫
藤本 敏夫 （ふじもと としお、1944年1月23日 - 2002年7月31日）は、日本の学生運動指導者、政治活動家。有機農法実践家、大地を守る会初代会長、兵庫県立鳴尾高等学校卒業、同志社大学文学部新聞学科中退。
鴨川自然王国設立者。妻は歌手の加藤登紀子。娘は歌手のYae。

## 経歴
- 1944年 - 1月23日、兵庫県西宮市甲子園に生まれる。
- 1963年 - 同志社大学入学。新聞記者を志して新聞学を専攻。
- 1964年 - 大学二年、学生運動に参加。
- 1965年 - 京都府学連書記長に選出。
- 1967年 - 羽田闘争参加、これを機として明治大学を拠点に活動（同志社大には在学）。
- 1968年 - 7月、反帝全学連（ブント社学同、解放派、第四インター）の委員長に就任。藤本はブント系の社学同所属だった。
  - 10月21日 - 国際反戦デー防衛庁抗議行動に参加。
  - 11月7日 - 上記参加を理由に逮捕。1969年6月まで勾留。
- 1969年 - 内ゲバ激化に反論、学生運動から離脱。
  - この間、長崎県平戸に滞在し、地球と人間の問題を考察する。
- 1970年 - 日本キューバ文化交流研究所事務局長に就任。

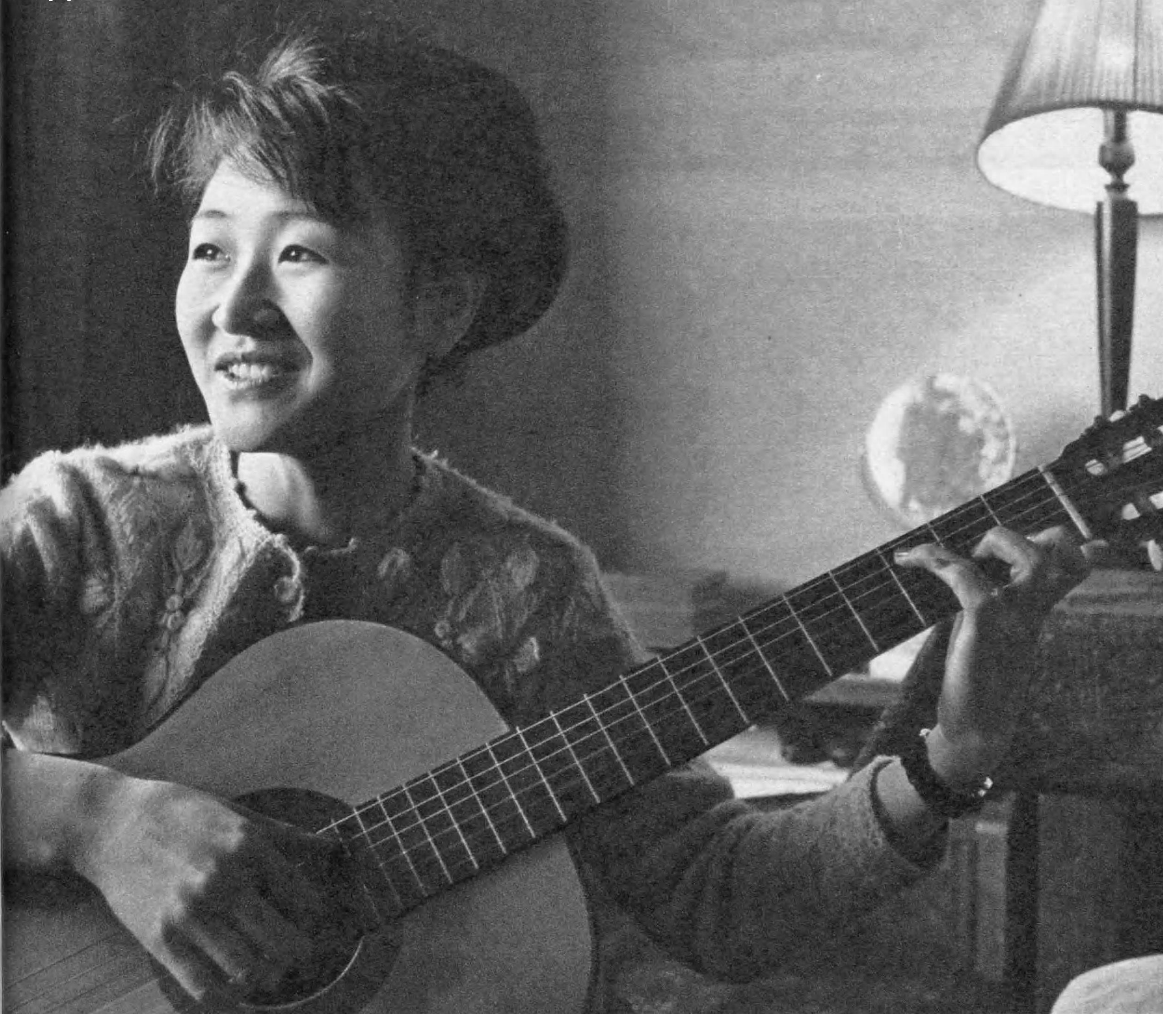
1972年に結婚した加藤登紀子

- 1972年 - 4月21日、学生運動に関連して公務執行妨害・凶器準備集合などで実刑判決を受け、中野刑務所に収監。
  - 5月6日 - 歌手・加藤登紀子と獄中結婚。
  - 12月7日 - 長女・美亜子誕生、名前は藤本の命名による「美しい亜細亜の子」から。
- 1974年 - 栃木県黒羽刑務所から出所。
- 1975年 - 12月14日、次女・八恵（現在、歌手のYae）誕生。
- 1976年 - 大地を守る会を藤田和芳と共に設立、初代会長に就任。農業の理想を追求し、自ら実践するため、有機農業の普及に関わる。
- 1981年 - 千葉県鴨川市嶺岡山中に移住。農事組合法人自然生態農場「鴨川自然王国」を設立し、主催。
- 1992年 - 参議院選挙比例区に、環境政党「希望」を結党し立候補するが、落選。
  - 「希望」はみどりといのちのネットワーク、原発いらない人びと、ちきゅうクラブを糾合した組織。
  - 選挙後、野村秋介らとともに、少数派・諸派の立候補者を排除するマスコミの選挙報道を公職選挙法違反として刑事告訴した。民事裁判も起こしたがいずれも認められなかった。
- 1999年 - 農林水産省関東農政局の諮問委員に就任。持続循環型農業の普及方法を提言する。
  - 1999年 - 2000年　「土に生きる」トーク＆ライブを全国12カ所で開催（加藤登紀子・Yaeと共に）。
- 2000年 - 8月、株式会社ナチュラルコミュニケーションズを設立、代表取締役に就任[2]。
- 2002年 - 7月31日、肝臓がんのため死去。58歳没。

## 大地を守る会
大地を守る会の活動を通じて、三里塚闘争を行っている農家が結成した「三里塚農法の会」から有機農法の農産物を買い付けていた。大地を守る会が会社化した後は、活動内容が変質したことから、反対派と疎遠になった。

## 主な著作
- 農的幸福論―藤本敏夫からの遺言
- 全共闘30年―時代に反逆した者たちの証言
- 藤本敏夫の糖尿病変革論―愛する糖尿者に贈る
- 不健康長寿国ニッポン（西丸震哉との共著）
- 希望宣言―日本の「風と土」をとりもどす「無農薬政治」への道
- 人は昔魚だった